# Oak Point (Teksas)
Oak Point – miasto w Stanach Zjednoczonych, w stanie Teksas, w hrabstwie Denton.